# (7708) Fennimore
(7708) Fennimore – planetoida z pasa głównego asteroid okrążająca Słońce w ciągu 3 lat i 259 dni w średniej odległości 2,39 j.a. Została odkryta 11 kwietnia 1994 roku w Kushiro przez Seiji Uedę i Hiroshi Kanedę. Nazwa planetoidy pochodzi od Guya Fennimora (ur. 1952), sekretarza Towarzystwa Astronomicznego. Została zasugerowana przez R. Scagella. Przed nadaniem nazwy planetoida nosiła oznaczenie tymczasowe (7708) 1994 GF9.